# Bahnhof Bad Kissingen

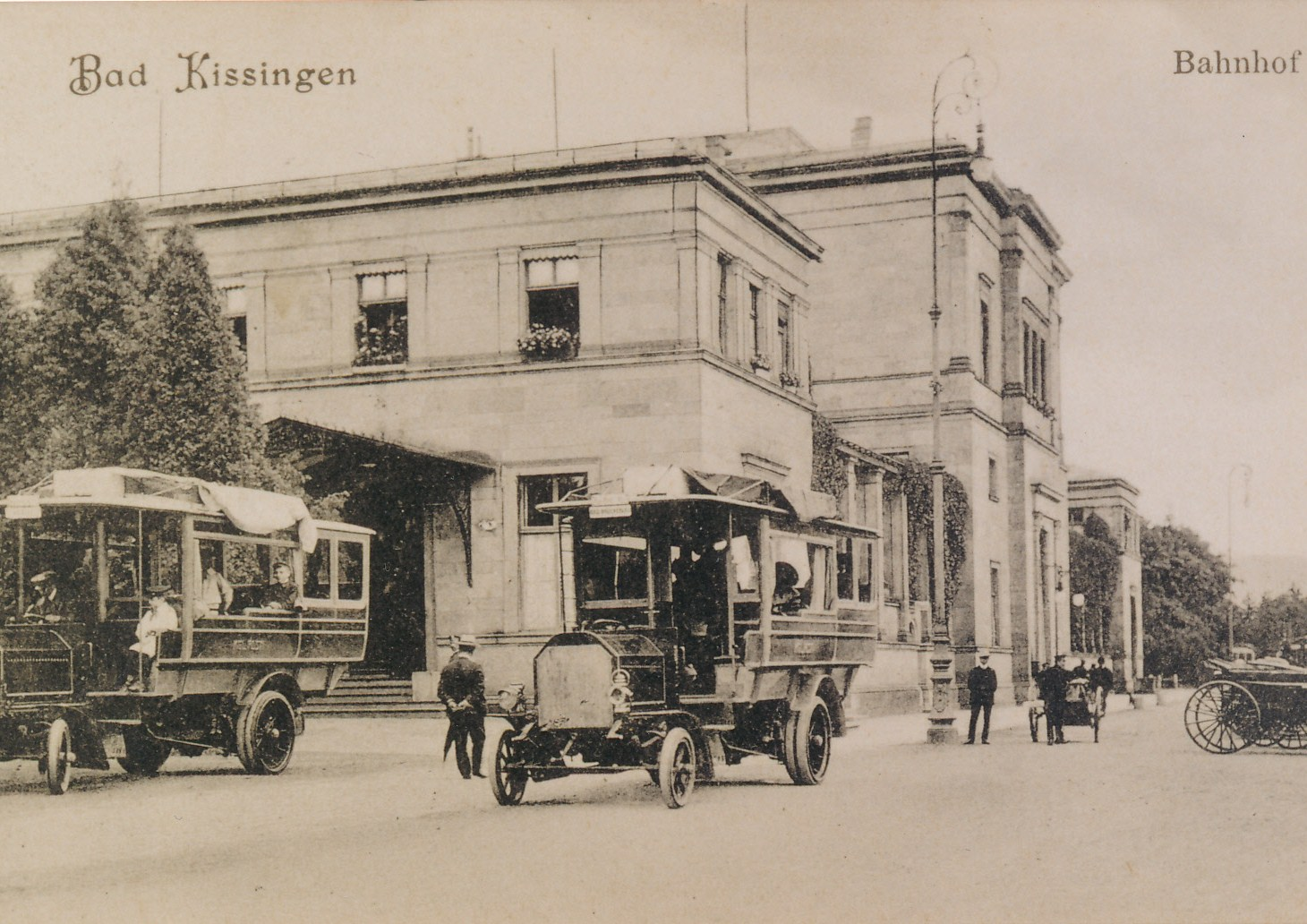
Bahnhof im Jahr 1909

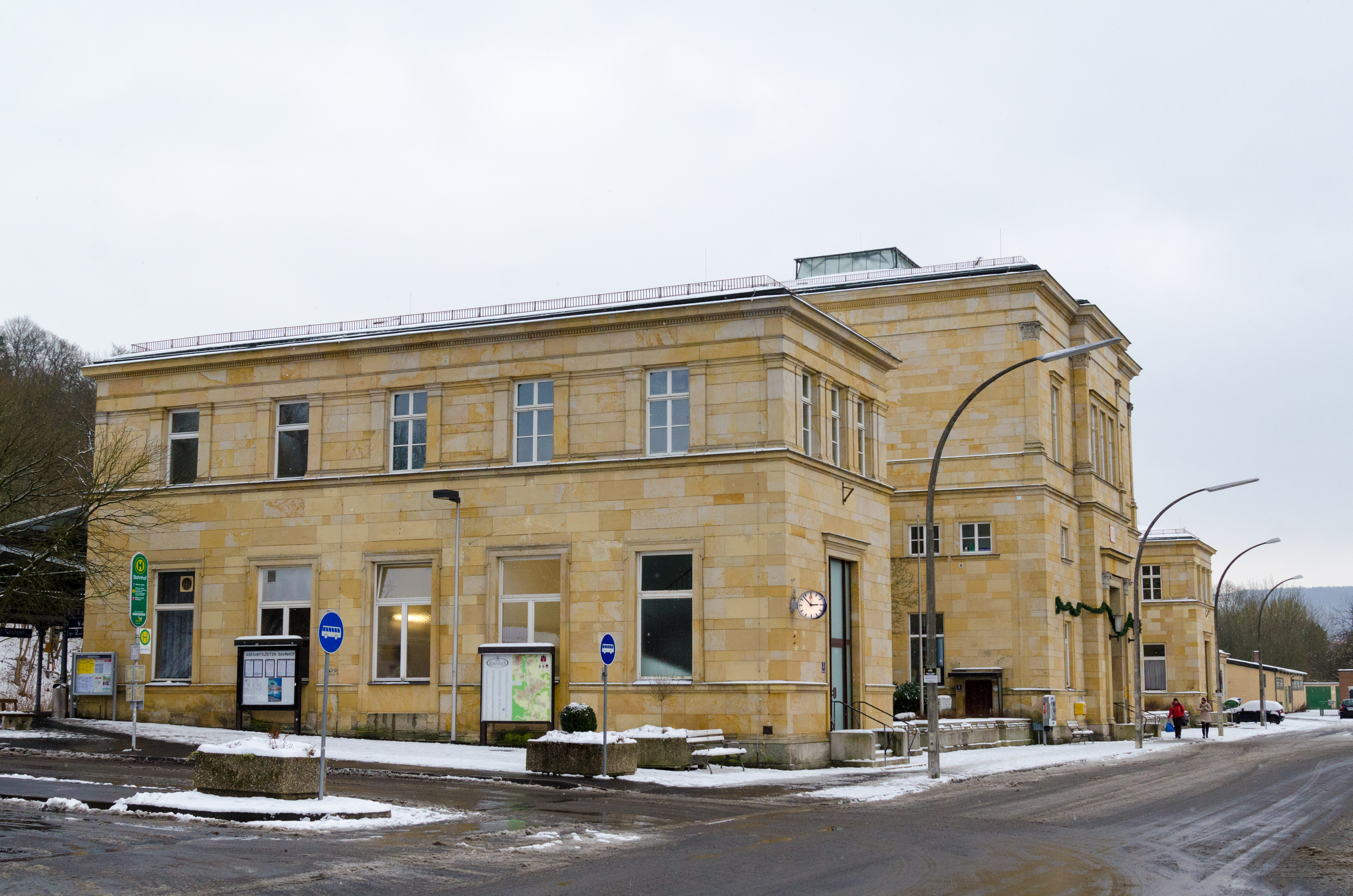
Bahnhof im Jahr 2014

Der Bahnhof Bad Kissingen ist der Endbahnhof der Bahnstrecken Ebenhausen–Bad Kissingen und Gemünden–Bad Kissingen in der bayerischen Kurstadt Bad Kissingen. Er wurde 1871 durch die Königlich Bayerischen Staatseisenbahnen eröffnet. Das Empfangsgebäude der Station steht unter Denkmalschutz, das darin integrierte „Fürstenzimmer“ ist vermutlich das einzige in Bayern noch bestehende dieser Art.

## Zugverkehr
Ursprünglich war der Bahnhof als Durchgangsbahnhof geplant worden, über den die Züge zwischen Gemünden am Main und Schweinfurt auch nach Bad Neustadt an der Saale hätten weiterfahren sollen. Doch wurden diese Pläne nicht realisiert. Er wird für den regionalen Güter- und Personenverkehr genutzt und von der Erfurter Bahn mit Regionalbahnen zwischen Gemünden und Schweinfurt zweistündlich bedient. Ebenfalls zweistündlich fahren Regional-Express-Züge der Deutschen Bahn über Schweinfurt nach Würzburg.

## Geschichte
Der „Deutsche Krieg“ von 1866 hatte durch das Fehlen einer Eisenbahnverbindung gravierende logistische Mängel in Bad Kissingen offenbart, so dass König Ludwig II. am 9. Januar 1867 einen Anschluss des Ortes an das Schienennetz genehmigte. Am 9. Oktober 1871 nahmen die Königlich Bayerischen Staatseisenbahnen auf der Bahnstrecke von Schweinfurt über Ebenhausen nach Bad Kissingen den Betrieb auf.
Am 15. April 1924 nahm die Deutsche Reichsbahn die Strecke von Gemünden nach Bad Kissingen in Betrieb.

## Anlagen

### Empfangsgebäude
Zum Zeitpunkt der Betriebsaufnahme war das Empfangsgebäude noch in Bau. Erst im Mai 1874 konnte der Neubau in neoklassizistischem Baustil eröffnet werden – gerade noch rechtzeitig vor dem ersten, am 4. Juli beginnenden Bad Kissinger Kuraufenthalt von Reichskanzler Otto von Bismarck.
Die Baupläne stammten noch vom königlich bayerischen Baubeamten und Generaldirektionsrat Friedrich Bürklein (1813–1872), einem Schüler Friedrich von Gärtners, der seit 1843 häufig für den Bau von Bahnhöfen verpflichtet wurde. Nach seinem Tod übernahm der königlich bayerische Bezirksingenieur Ambros Trient (1827–1900) die Bauleitung.
Die Fassade ist in klassizisierendem Neorenaissance-Stil gehalten, als Baumaterial wurde Sandstein aus Burgpreppach (Landkreis Haßberge) verwendet. Dem rechteckigen Gebäude hat man durch stark vorspringende Mittel- und Eckbauten sein typisches Profil gegeben.
Das unter Denkmalschutz stehende Bahnhofsgebäude wurde 2008/2009 nach 135 Jahren in einem Zeitraum von neun Monaten ein weiteres Mal renoviert. Fast eine halbe Million Euro hat diese Sanierung der für Bahnhöfe verantwortlichen Bahn-Tochterfirma DB Station & Service AG gekostet.

### Fürstenzimmer

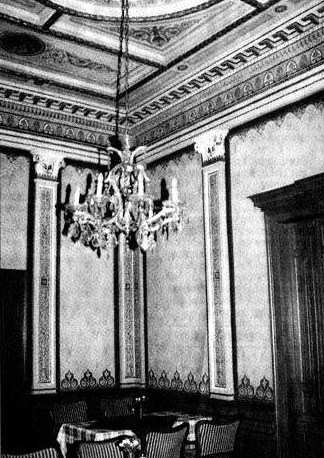
Blick in das Bad Kissinger Fürstenzimmer

Für die Fahrgäste gab es die üblichen Wartesäle I., II. und III. Klasse. Für die „allerhöchsten Herrschaften“ aus Familien regierender Häuser gab es im Bahnhof des königlichen Staatsbades Kissingen ein „Fürstenzimmer“, auch „Königssalon“ genannt. Hier konnten die Angehörigen des Hochadels, abgeschirmt von den übrigen Zugreisenden, in behaglich eingerichteten und mit eigenen Toiletten ausgestatteten Räumlichkeiten auf ihre Salonwagen warten. Außerdem wurden in diesem Salon auch Ankunfts- und Verabschiedungsempfänge durchgeführt.
Das Fürstenzimmer war im Stile seiner Zeit, dem Historismus, dekoriert. Den Auftrag erhielt der einst vom bayerischen König Ludwig I. geförderte und nun viel beschäftigte Dekorationsmaler Joseph Schwarzmann (1806–1890). Auch er musste allerdings – wie damals üblich – eine Kaution von 680 Gulden hinterlegen, bevor er die Maler- und Anstreicherarbeiten (Kosten: 6.356 Gulden) sowie Stuckarbeiten (Kosten: 500 Gulden) ausführen durfte. Schwarzmann, der häufig mit Friedrich von Gärtner zusammengearbeitet hatte, hatte in Bad Kissingen bereits 1838 die Ausmalung des Conversationssaales (heute: Rossinisaal) im Arkadenbau und 1847 in der evangelischen Erlöserkirche ausgeführt. 1850 hatte er den Speyerer Dom dekoriert.
Den rechteckigen Salon überzog Schwarzmann mit einer Stuck- und Malerei-Dekoration im klassizistischen Stil und nahm damit die vom Bahnhofs-Architekten Bürklein vorgesehene Stilform auf. Über einer Sockelzone sind Pilaster mit abschließendem Gebälk angebracht, die in eine Felderdecke übergehen. Die Schablonenmalerei zeigt typisch klassizistische Motive wie Palmetten und Spiralranken. In die Deckenmalerei einbezogen sind das königliche Wappen, in der Rosette finden sich vier Schwanen-Motive. Möglicherweise wollte Schwarzmann mit den Schwänen ein Lieblingsmotiv von Ludwig II. aufnehmen. Als 1894 Prinzregent Luitpold von Bayern nach Bad Kissingen kam, berichtete die lokale Saale-Zeitung: „Den Eingang zum Königs-Salon schmücken Wappen und Fahnen, das Innere dieses reich ausgestatteten Empfangs-Gemaches zieren kostbare Pflanzengruppen.“
Etliche amtierende oder nicht mehr amtierende Herrscher sowie Angehörige des europäischen Hochadels nutzten vor und nach ihrem Kuraufenthalt in Bad Kissingen den angenehmen Luxus dieses Fürstenzimmers. Zu diesen Gästen gehörten u. a. die deutsche Kaiserin Auguste Victoria, Königin Marie von Hannover, Königin Sophie der Niederlande, Franz II. von Neapel (bis 1861 König beider Sizilien) und Kaiserin Elisabeth von Österreich-Ungarn.
Als in den 1970er Jahren die Wartesäle in ein Restaurant umgebaut wurden, wurden auch im Fürstenzimmer einige Änderungen vorgenommen. So wurde beispielsweise die Tür zum Bahnsteig durch ein Fenster ersetzt, die Toiletten ausgebaut und der ganze Salon von Grund auf renoviert. Heute ist es vermutlich der einzige noch in Bayern original bestehende Salon dieser Art. Noch immer hängt nahe der Tür zum Hauptrestaurant die alte Klingelschnur zum Rufen des Dienstpersonals. Jedoch bleibt dieser Raum heute meistens verschlossen, dient als Abstellkammer des Bahnhofrestaurants und wird nur zum Tag des offenen Denkmals der Öffentlichkeit zugänglich gemacht.

## Kriegerdenkmal

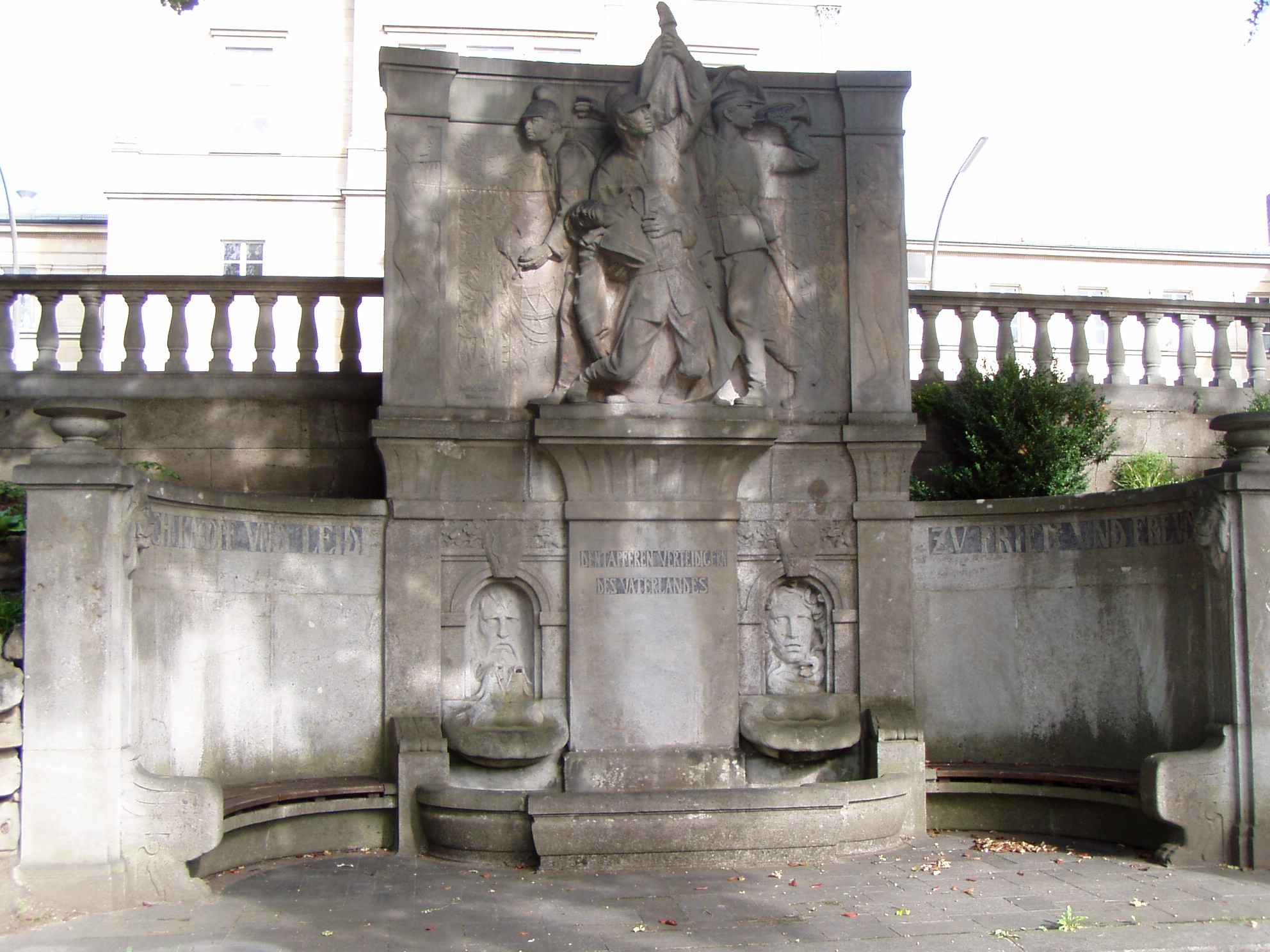
Kriegerdenkmal am Bahnhofsvorplatz

Auf der dem Bahnhof gegenüber liegenden Seite des Bahnhofsvorplatzes, am Niedergang in die Stadt, befindet sich ein im Jahr 1900 vom Bildhauer Balthasar Schmitt (1858–1942) entworfenes Kriegerdenkmal zur Erinnerung an die Gefallenen des Deutsch-Französischen Krieges 1870/71. Das Denkmal wurde im Jahre 1904 feierlich enthüllt. Der darin eingebaute Brunnen ist schon seit vielen Jahren trocken.